# Samuel Barlay
Samuel Barlay (ur. 15 września 1986 we Freetown) – sierraleoński piłkarz grający na pozycji pomocnika. W reprezentacji Sierra Leone zadebiutował w 2003 roku. Do 2013 roku rozegrał w niej 19 meczów, w których zdobył jedną bramkę.